# 莫斯科条约 (1920年)
莫斯科条约（俄语：Московскийдоговор，moskovis khelshekruleba），在1920年5月7曰在莫斯科签署的协议，给予格鲁吉亚独立法律上的同意，而交换条件是承诺不在格鲁吉亚领土上向与苏俄敌对的外国军队与白军提供庇护。然而，1921年红军违反了此协定并入侵格鲁吉亚。

## 外部連結
- （英語） Full text of the Treaty （页面存档备份，存于）. soviethistory.org